# Bothel
Ne doit pas être confondu avec Bothell.
Bothel est une municipalité allemande du land de Basse-Saxe et l'arrondissement de Rotenburg. En 2014, elle comptait 2 415 hab.

## Source
- (de) Cet article est partiellement ou en totalité issu de l’article de Wikipédia en allemand intitulé « Bothel (Niedersachsen) » (voir la liste des auteurs).